# Église Saint-Antoine d'Anglure
L'église Saint-Antoine d'Anglure est une église classée (boiseries) et inscrite (église) comme monument historique en 1946.

## Architecture
L'église est de style flamboyant. Le chœur présente de belles boiseries du XVIIIe siècle provenant du prieuré disparu de Macheret, qui sont classées au titre des monuments historiques en 1946.

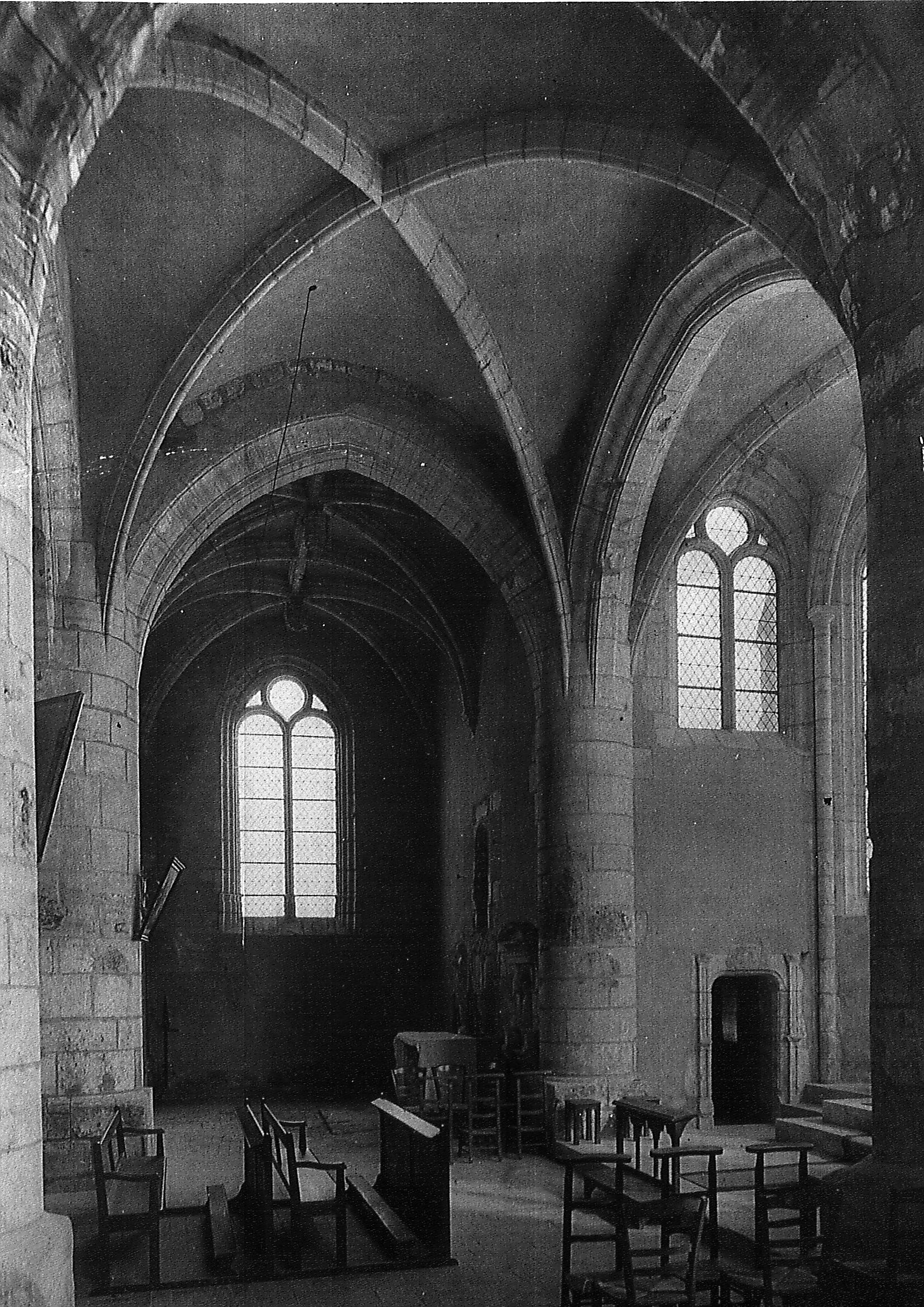
Nef.